# Puylaurens
Puylaurens är en kommun i departementet Tarn i regionen Occitanien i södra Frankrike. Kommunen ligger i kantonen Puylaurens som tillhör arrondissementet Castres. År 2022 hade Puylaurens 3 212 invånare.

## Befolkningsutveckling
Antalet invånare i kommunen Puylaurens
| Referens: INSEE |